# Campeonato Mundial de Rally Raid
El Campeonato Mundial de Rally Raid o W2RC (acrónimo en inglés de World Rally-Raid Championship) es una competición de rally raid con carácter mundial que se organiza desde 2022 por la Amaury Sport Organisation, la FIA y la FIM. Sustituyó a la Copa Mundial de Rally Cross-Country de la FIA que se organizaba desde 1993 y al Campeonato Mundial de Rally Cross-Country de la FIM que se realizaba desde 1999.

## Formato
El campeonato consta principalmente de dos modalidades de rally de cross-country:
En primer lugar, el Rally Cross-Country que consta de entre cuatro y seis etapas cronometradas, con una distancia total de 1200 kilómetros.
En segundo lugar, el Maratón de Cross-Country que consta con más de seis etapas cronometradas; con una distancia total de 2500 kilómetros.

## Categorías

### FIA
A partir de la temporada 2024, se modificó la nomenclatura y reglamentación de los vehículos de FIA, además de eliminarse la categoría de camiones T5. Diviendose en las siguientes categorías:
- Ultimate: Vehículos T1
- Challenger: Vehículos T3
- SSV: Vehículos T4

### FIM
Desde la temporada 2022, la FIM dividió el torneo en las siguientes categorías:
- RallyGP
- Quads
- Rally2
- Rally3
- Femenino
- Junior Rally2
- Senior

## Pruebas

### Actuales
- 1.º Prueba:  Rally Dakar[5][6] (2022-2025)
- 2.º Prueba:  Abu Dhabi Desert Challenge (2022-2025)
- 3.º Prueba:  South African Safari Rally (2025)
- 4.º Prueba  Rally de Portugal (2024-2025)
- 5.º Prueba:  Rallye du Maroc (2022-2025)

### Antiguas
- Rally de Andalucía (2022)
- Desafío Ruta 40 (2023-2024)[1]
- Sonora Rally (2023)[1]

## Palmarés

### Campeones Ultimate FIA Rally-Raid
| Año  | Piloto            | Copiloto          | Constructor         | Ref.  |
| ---- | ----------------- | ----------------- | ------------------- | ----- |
| 2022 | Nasser Al-Attiyah | Mathieu Baumel    | Toyota Gazoo Racing | [ 7 ] |
| 2023 | Nasser Al-Attiyah | Mathieu Baumel    | Toyota Gazoo Racing | [ 8 ] |
| 2024 | Nasser Al-Attiyah | Édouard Boulanger | Dacia Sandriders    | [ 9 ] |

### Campeones FIA Rally-Raid
| Año  | T3 Piloto       | T3 Copiloto           | T4 Piloto      | T4 Copiloto      | T5 Piloto          | T5 Copiloto                    | Ref.   |
| ---- | --------------- | --------------------- | -------------- | ---------------- | ------------------ | ------------------------------ | ------ |
| 2022 | Francisco López | François Cazalet      | Rokas Baciuška | Lukasz Laskawiec | Kees Koolen        | Wouter De Graaff               |        |
| 2023 | Seth Quintero   | Dennis Zenz           | Rokas Baciuška | Oriol Vidal      | Janus van Kasteren | Marcel Snijders Darek Rodewald |        |
| 2024 | Rokas Baciuška  | Valentina Pertegarini | Yasir Seaidan  | Fernando Acosta  | No realizado       | No realizado                   | [ 10 ] |

### Campeones Mundiales FIM Rally-Raid
| Año  | Motos / RallyGP   | Motos / RallyGP             | Motos / RallyGP | Quads             | Quads                      | Quads  |
| Año  | Piloto            | Constructor                 | Ref.            | Piloto            | Constructor                | Ref.   |
| ---- | ----------------- | --------------------------- | --------------- | ----------------- | -------------------------- | ------ |
| 2022 | Sam Sunderland    | Monster Energy Honda Team   |                 | Alexandre Giroud  | Yamaha Drag'On             |        |
| 2023 | Luciano Benavides | Monster Energy Honda Team   | [ 8 ]           | Laisvydas Kancius | Yamaha Story Racing S.R.O. |        |
| 2024 | Ross Branch       | Hero Motorsports Team Rally | [ 11 ]          | Manuel Andújar    | Yamaha 7240 Team           | [ 10 ] |

### Ganadores de Copas Mundiales FIM Rally-Raid
| Año  | Rally2           | Rally3         | Ref.   |
| ---- | ---------------- | -------------- | ------ |
| 2022 | Mason Klein      | Amine Echiguer |        |
| 2023 | Romain Dumontier | Ardit Kurtaj   |        |
| 2024 | Bradley Cox      | John Medina    | [ 10 ] |

### Trofeos FIM Rally-Raid
| Año  | Femenino     | Júnior (R2)      | Sénior                   | Ref.   |
| ---- | ------------ | ---------------- | ------------------------ | ------ |
| 2022 | Mirjam Pol   | Mason Klein      | Mario Patrao             |        |
| 2023 | Mirjam Pol   | Jean Loup Lepan  | Dominique Cizeau Girault |        |
| 2024 | Mirjam Pol   | Konrad Dabrowski | Sebastián Alberto Urquia | [ 10 ] |
| 2025 | Sandra Gómez | En disputa       | En disputa               |        |